# Ustjanowa Górna
Ustjanowa Górna – wieś w Polsce położona w województwie podkarpackim, w powiecie bieszczadzkim, w gminie Ustrzyki Dolne. Przez miejscowość przechodzi droga krajowa nr 84 i linia kolejowa nr 108 Stróże – Krościenko.
| SIMC    | Nazwa    | Rodzaj    |
| ------- | -------- | --------- |
| 0361755 | Zabłocie | część wsi |

Do 30 maja 1953 stanowiła z Ustjanową Dolną wspólną jednostkę.
W latach 1975–1998 miejscowość administracyjnie należała do województwa krośnieńskiego.

## Historia
Piotr Kmita Sobieński do 1553 dziedziczy Ustjanową, a po jego śmierci bezdzietna wdowa Barbara Kmita z Herburtów. Po jej śmierci w 1580 brat Stanisław Herburt.
W połowie XIX wieku właścicielami posiadłości tabularnej Ustjanowa Dolna i Ustjanowa Górna byli spadkobiercy Pożakowskiego.
W Ustjanowej istniała szkoła szybowcowa Wojskowego Obozu Szybowcowego, a w latach 30. XX w. pilot szybowcowy Bolesław Baranowski ustanowił rekord przelatując szybowcem 332 km z Ustjanowej pod Czerniowce.
W okresie Polski Ludowej we wsi działał kombinat przemysłu drzewnego.
1 stycznia 1973 część Ustjanowej Górnej włączono do Ustrzyk Dolnych, tworząc dzielnicę Ustjanowa Górna.

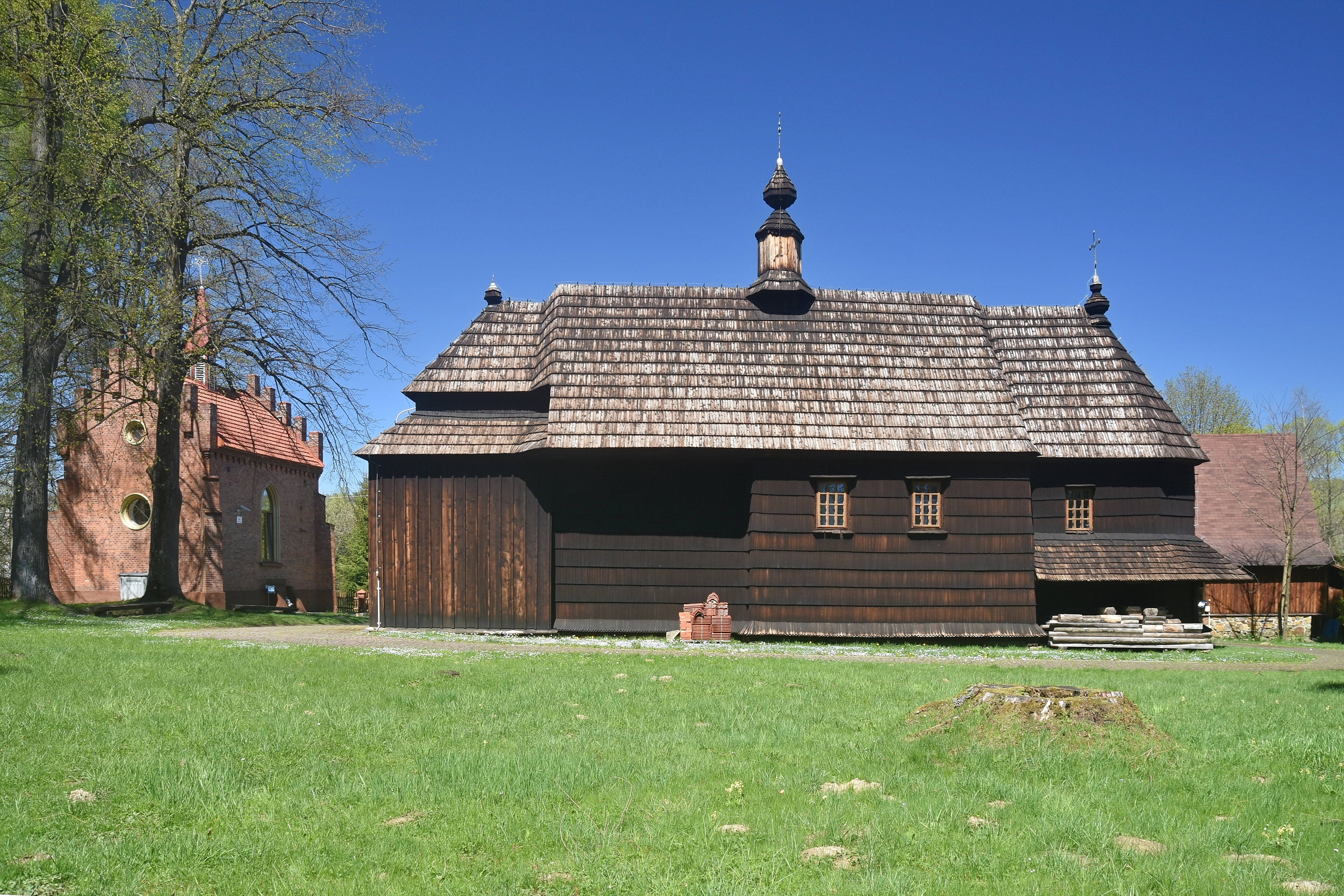
Cerkiew św. Paraskewy
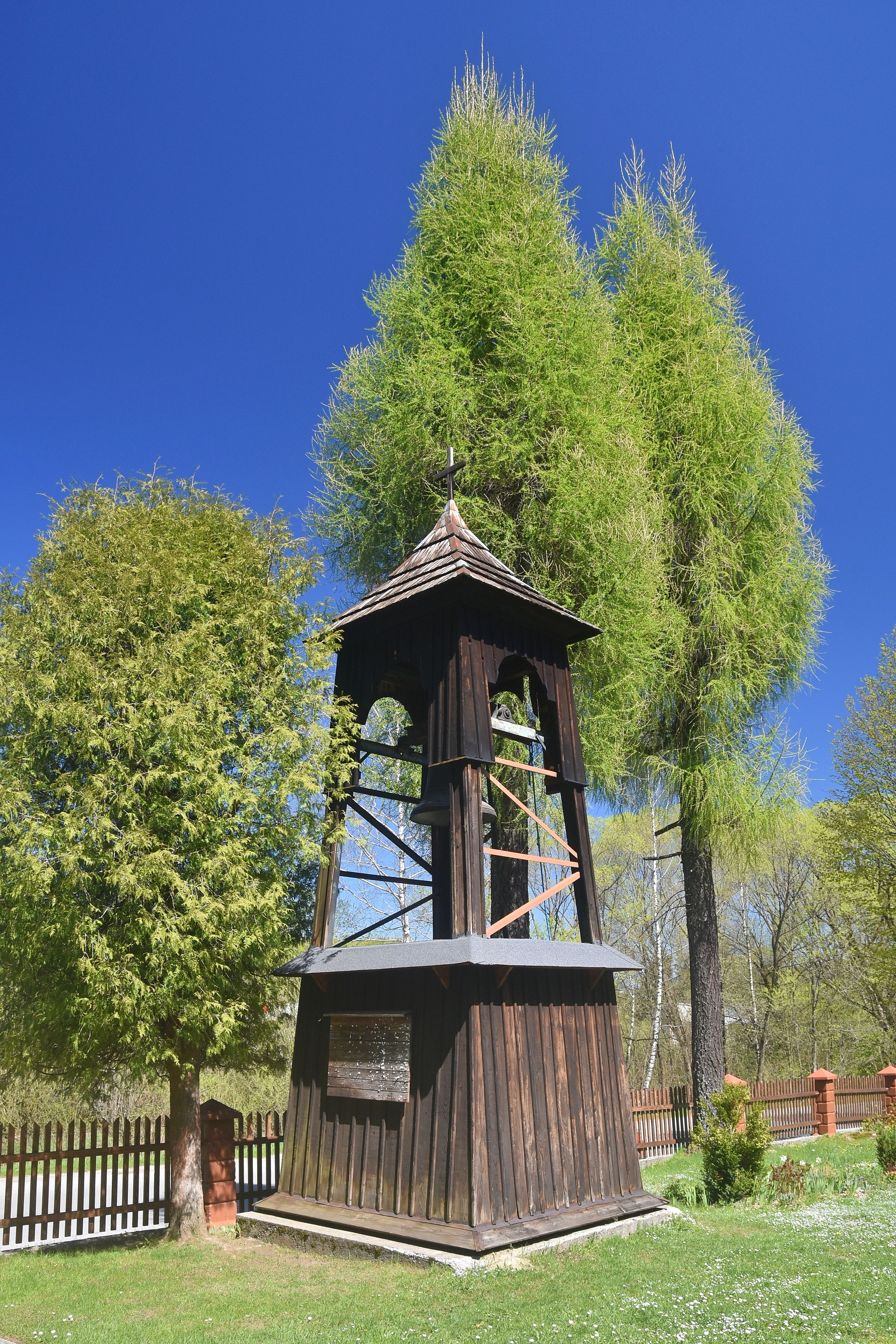
Dzwonnica
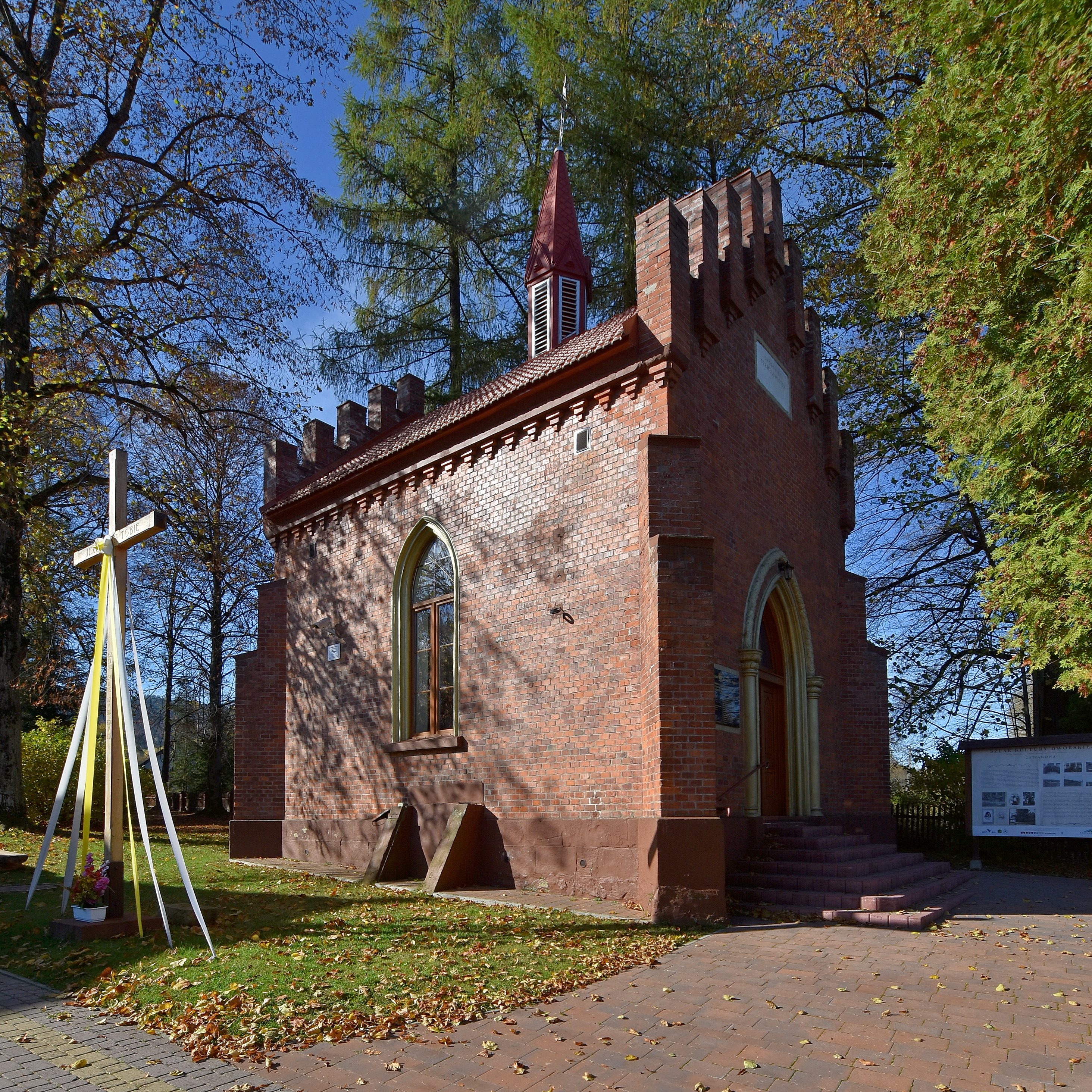
Kaplica grobowa Szemelowskich

## Zabytki
- Dawna drewniana cerkiew greckokatolicka pw. św. Paraskewy, zbudowana w 1792. Od 1971 świątynia jest kościołem parafialnym rzymskokatolickim miejscowej parafii Narodzenia Najświętszej Marii Panny.

## Sport
We wsi od 2018 roku istnieje klub sportowy piłki nożnej, KS Lotnik Ustjanowa. W sezonie 2020/2021 klub gra w klasie B w grupie Krosno I.